# أوتيس فريمان كورتيس
أوتيس فريمان كورتيس (بالإنجليزية: Otis Freeman Curtis)‏ هو عالم نبات أمريكي، ولد في 1888، وتوفي في 1949.